# Терез Брунсвик
Графиня Терез Брунсвик де Коромпа (на унгарски: Teréz Brunszvik) е унгарска аристократка, педагог и последователка на швейцарския педагог Йохан Хайнрих Песталоци.

## Биография
Родена е на 21 юли 1775 г. в Братислава, тогава в Кралство Унгария, днес в Словакия. Баща ѝ Антон Брунсвик е унгарски граф, а майка ѝ Ана Зееберг е баронеса. Има един брат Франц и две сестри Жозефин и Шарлоте. Брунсвик основава детски ясли в кралството на 1 юли 1828 г. по примера на яслата на Робърт Оуен в Ню Ланарк, Шотландия през 1816 година. Скоро тази институция става известна в цяла Унгария и през 1837 г. Фридрих Фрьобел основава първата „детска градина“ в Германия. Брунсвик създава женска асоциация в Буда и Пеща и също така създава организация за обучение на жените и систематично подкрепя тяхното равенство.
Брунсвик е една от ученичките на Лудвиг ван Бетховен и той посвещава своята Соната за пиано № 24 в F♯ мажор, Opus 78, наречена "A Thérèse" на нея. Някой изследователи и писатели смятат, че тя, а не нейната сестра Жозефин е „Безсмъртната любима“ Нейните мемоари са публикувани за първи път от писателката Мария Липсиус-Ла Мара, а дневниците и бележките ѝ (до 1813) от Мариане Секе. И двете публикации разкриват много за отношенията между Бетховен и семейство Брунсвик и особено сестра ѝ Жозефин.